# Lasse Kjus
Lase Kjus, norveški alpski smučar, * 14. januar 1971, Siggerud, Norveška. 